# Blu
Blu este un film românesc din 2012 regizat de Nicolae Constantin Tănase. Rolurile principale au fost interpretate de actorii Mădălina Craiu, Rodica Negrea, Dan Condurache.

## Distribuție
Distribuția filmului este alcătuită din:
- Rodica Negrea — Mama
- Mădălina Craiu — Mara
- Dan Condurache — Tatăl